# Københavns Havn (dokumentarfilm fra 1912)
 For alternative betydninger, se Københavns Havn (flertydig). (Se også artikler, som begynder med Københavns Havn)
Københavns Havn er en dansk dokumentarfilm fra 1912 produceret af Nordisk Films Kompagni indeholdende dokumentariske optagelser af Københavns Havn.

## Handling
Optagelser fra bagsiden af Langeliniemolen, indsejlingen til Københavns Havn. Gennem den gamle Langebro og hen til den gamle Knippelsbro. Færgen Sverige sejler ind i havnen. Udenlandske krigsskibe besøger København, engelske og amerikanske. Færge i dok, skibsværft. Fornemt engelsk skib, kongeskib? Og et russisk? og et måske russisk. Kul på kaj. Søfortet Trekroner. Havneindløbet.